# Девонский период
Дево́нский пери́од, дево́н — четвёртый геологический период палеозойской эры и фанерозойского эона. Начался 419,62 ±1,36 млн лет назад, закончился 358,86 ± 0,19 млн лет назад. Наравне со следующим каменноугольным периодом был самым продолжительным в палеозое (оба длились примерно по 60 млн лет). Период назван по имени графства Девонши́р, или Девон в юго-западной Англии, на территории которого распространены геологические породы этого периода. Выделен Родериком Мэрчисоном и Адамом Седжвиком в 1839 году.
Этот период богат биотическими событиями. Рыбы достигли огромного разнообразия (отсюда неофициальное название периода — эпоха рыб). Плакодермы стали доминировать практически во всех морских зонах обитания. Из лопастепёрых рыб эволюционировали первые четвероногие, вышедшие из водоёмов на сушу. Климат практически по всей суше был тропическим. Наземные растения продолжали распространяться по суше и стремительно эволюционировать в процессе силурийско-девонской наземной эволюции, появились первые представители папоротниковидных и семенных растений. Планету стали покрывать первые леса из примитивных деревьев, таких как археоптерис. Период завершился вымиранием, которое, в частности, уничтожило плакодерм и почти всех трилобитов (кроме представителей отряда Proetida).

## Подразделение девонской системы
| система                                                                          | система | отдел        | ярус         | Ниж. граница, млн лет |        |
| -------------------------------------------------------------------------------- | ------- | ------------ | ------------ | --------------------- | ------ |
| Карбон                                                                           | Мис.    | Нижний       | Турнейский   | 358,86 ±0,19          |        |
| Девон                                                                            | Девон   | Верхний      | Фаменский    | 372,15 ±0,46          |        |
| Девон                                                                            | Девон   | Верхний      | Франский     | 382,31 ±1,36          |        |
| Девон                                                                            | Девон   | Средний      | Живетский    | 387,95 ±1,04          |        |
| Девон                                                                            | Девон   | Средний      | Эйфельский   | 393,47 ±0,99          |        |
| Девон                                                                            | Девон   | Нижний       | Эмсский      | 410,62 ±1,95          |        |
| Девон                                                                            | Девон   | Нижний       | Пражский     | 413,02 ±1,91          |        |
| Девон                                                                            | Девон   | Нижний       | Лохковский   | 419,62 ±1,36          |        |
| Силур                                                                            | Силур   | Пржидольский | Пржидольский | больше                | больше |
| Деление и золотые гвозди в соответствии с IUGS по состоянию на декабрь 2024 года |         |              |              |                       |        |

Девонская система подразделяется на 3 отдела и 7 ярусов. Раньше выделялись 3 надотдела (арденнский — 3 верхних яруса, рейнский: эйфельский и эмсский ярусы, и богемский — 2 нижних яруса), но такое деление не утверждено Международным союзом геологических наук.

## Флора и фауна
На суше от риниофитов произошли плауновидные, хвощевидные, папоротниковидные и голосеменные растения, многие из которых были представлены древесными формами (например археоптерисы). Географические различия растительности лишь намечались. В эйфельском веке среднего девона на территории современной Англии произрастал древнейший лес. Это совершенно новое наземное сообщество было образовано кладоксилеевыми деревьями Calamophyton.
Появились первые наземные позвоночные. Палеонтологи предполагают, что лёгкие, которыми дышат наземные существа, первоначально возникли у обитающих в болотах рыб. От таких — кистепёрых — рыб возникли земноводные. Одни из первых земноводных — ихтиостеги, акантостеги — обладали множеством «рыбьих» признаков, но имели вполне сформированные конечности. Они были тесно связаны с водой; возможно, даже теснее, чем современные лягушки. В России в Сосногорской формации в республике Коми найдена древнейшая тетрапода Parmastega aelidae. Возраст находки — около 372 млн лет (фаменский век).
Распространяются появившиеся ещё в силурийский период многоножки, появляются пауки, клещи, насекомые — жизнь осваивала сушу.
В морях в девонском периоде тоже происходили перемены. Появились первые аммониты — головоногие моллюски со спирально закрученными раковинами, которых ещё ждал расцвет в мезозое. Донные хищники ракоскорпионы — эвриптероидеи достигают 1,5—2 метров в длину. Трилобиты начинают вымирать, судя по всему, им стало сложно жить при таком изобилии хищников.
Девон часто называют «эпохой рыб». Действительно, бесчелюстные и челюстноротые заселяют практически все морские и пресноводные бассейны и достигают большого разнообразия.
В середине периода существенно повышается разнообразие растений. Среди распространённых во второй половине девона групп — древовидные плаунообразные, первые хвощовые, прапапоротники, прогимноспермы и первые голосеменные. Появился почвенный покров.
В конце периода происходит массовое вымирание животных.

## Полезные ископаемые
В девоне произошла вспышка кимберлитового магматизма на Восточно-Европейской платформе. В девонских песчаниках и гравелитах Тимана и Западного Урала (бассейн р. Вишеры) найдены алмазы. На Сибирской платформе образовалась трубка Удачная и многие другие кимберлитовые трубки.
Началось формирование Кузнецкого угольного бассейна.